# Dave Hancock (haltérophile)
Pour les articles homonymes, voir Dave Hancock et Hancock.
David 'Dave' Joseph S Hancock (11 décembre 1945-février 1993) est un haltérophile anglais.

## Carrière
Hancock représente le Royaume-Uni dans la catégorie homme 110 kg lors des Jeux olympiques d'été de 1972 de Munich en Allemagne.
En 1970, il participe et représente l'Angleterre aux Jeux du Commonwealth britannique de 1970 d'Édimbourg en Écosse et remporte la médaille d'argent au 110 kg combiné,.
Quatre ans plus tard, il compétitionne à nouveau pour l'Angleterre aux Jeux du Commonwealth britannique de 1974 de Christchurch en Nouvelle-Zélande.